# O1 (Roskilde)
De O1 of Ringvej 1 (Nederlands: Ringweg 1) is een ringweg om het centrum van de Deense stad Roskilde. De weg is de binnenste ringweg van Roskilde. 
Het gehele O1 bestaat twee rijstroken gelegen op één rijbaan (1x2). 